# Пико (Лацио)
Пи́ко (итал. Pico) — коммуна в Италии, располагается в регионе Лацио, в провинции Фрозиноне.
Население составляет 3091 человек (2008 г.), плотность населения составляет 95 чел./км². Занимает площадь 33 км². Почтовый индекс — 3020. Телефонный код — 0776.
Покровителями коммуны почитаются святой Антонин, празднование 2 сентября, а также святая Маринелла (Santa Marinella).

## Демография
Динамика населения:

## Администрация коммуны
- Официальный сайт: